# گوگل الو
گوگل اٙلو (به انگلیسی: Google Allo) یک نرم‌افزار پیام‌رسانی فوری برای تلفن همراه توسعه یافته به وسیله گوگل است؛ که در ۱۸ می ٢٠١۶ در گوگل آی/او رونمایی شد. این نرم‌افزار در تابستان ٢٠١۶ برای سیستم‌عامل‌های اندروید و آی‌اواس منتشر شد.

## ویژگی‌ها
این نرم‌افزار براساس شماره تلفن کاربر کار خواهد کرد.

### پاسخ ماشینی
این نرم‌افزار موبایلی برای پاسخ به آخرین پیام فرستاده شده از سوی هموند و براساس تکنولوژی یادگیری ماشینی به شما پیشنهادهایی، در پاسخ به پیام، ارائه می‌نماید که از بین چندین گزینه قابل انتخاب می‌باشند. این ویژگی همچنین می‌تواند براساس آخرین تصویر ارسال شده توسط کاربر یک پاسخ برای شما پیشنهاد نماید. شبیه این ویژگی در نرم‌افزار موبایلی گوگل با نام اینباکس نیز وجود داشت. این ویژگی بر اساس انطباق رفتارهای کاربر، پیشنهادها را ارائه می‌نماید.

### حالت ناشناس
این حالت یک گزینه قابل انتخاب است که با استفاده از آن می‌توان گزینه‌های گفتگوهای پاک شونده، یادآورهای خصوصی و ارسال پیام به صورت رمزگذاری سرتاسری را انتخاب و فعال نمود.

### نجوا/فریاد
با استفاده از این ویژگی می‌توان شدت صدای یک پیام متنی را افزایش یا کاهش داده و به مخاطب خود انتقال دهند. - کاربران می‌توانند اندازه پیغام‌های خود را با توجه به حالت‌های احساسی‌شان بزرگ یا کوچک کنند

### دستیار گوگل
یک دستیار مجازی محاوره‌ای است که ارتباط مستقیمی با دستیار گوگل و گوگل ناو دارد و امکانات مربوط به جستجوی صوتی از طریق آن پشتیبانی می‌شود.

## نقدها
به دنبال رونمایی از این اپلیکیشن در گوگل آی/او سال ۲۰۱۶ و با توجه به این که سیستم رمزنگاری سرتاسری در این نرم‌افزار در حالت پیش‌فرض خاموش می‌باشد، مورد انتقاد کارشناسان امنیتی قرار گرفت. به ویژه انتقال تاریخچه پیام کاربران از گوگل تاک (نرم افزار پیشین گوگل) به این نرم افزار به منظور حفظ خط ارتباطی گذشته کاربران، به معنای استفاده از اطلاعات خصوصی کاربران جهت پیشرفت سریع این نرم افزار بود. منتقدان بر این باور هستند که این حالت باعث نفوذ برخی دولت‌ها به حریم خصوصی افراد خواهد شد. ادوارد اسنودن، افشاگر و پیمانکار سابق آژانس امنیت ملی آمریکا، با انتقاد از این نرم‌افزار در صفحه توییتر خود گفت که «تصمیم گوگل برای غیرفعال کردن رمزنگاری رمزگذاری سرتاسری به‌طور پیش‌فرض در اپلیکیشن جدید چت الو خطرناک است، و باعث نا امن شدن آن می‌شود.»